# Solo Show Alive
SoloShow Alive è il terzo disco live di Vinicio Capossela e il secondo con DVD incluso. Il film concerto è diretto da Gianfranco Firriolo.
Il cantante nel concerto è accompagnato dal Gigante di sapienza Marco Cjervetti e dal mago Christopher Wonder. L'autore trae ispirazione dai side show, chiamati così per essere messi di lato ai circhi, tra i quali il Barnum. In questi side show si mostravano i fenomeni da baraccone.
Questo disco live si differenzia dagli altri poiché tutte le canzoni, e di conseguenza l'intero video, sono tratti dal concerto incluso nel tour "SoloShow" che si è svolto al
Teatro Verdi di Firenze il 5 e il 6 marzo 2009. Nel video, inoltre, si trova un intermezzo Burlesque fatto dal mago Christopher Wonder e la sua compagna Jessica Love.
La band era così formata: Vinicio Capossela (piano, chitarra, armonio, piano giocattolo, mighty Wurlitzer, Farfisa), Zeno De Rossi (batteria, grancassa da banda), Mauro Ottolini (susafono, trombone, bombardino, cimbalo, giocattoli), Alessandro "Asso" Stefana (chitarra, banjo, elettronica, autoharp, slide guitar, violinarpa), Achille Succi (sassofono, clarinetto, clarinetto basso, giocattoli), Vincenzo Vasi (theremin, vibrafono, marimba, glockenspiel, campionatori), Glauco Zuppiroli (contrabbasso, guitarron).

## Tracce

### CD
1. Il Gigante e il Mago – 8:43
2. In clandestinità – 4:43
3. Una giornata perfetta – 5:55
4. Il paradiso dei calzini – 3:32
5. Orfani ora – 4:04
6. Dall'altra parte della sera – 4:56
7. La faccia della terra – 5:40
8. Non c'è disaccordo nel cielo – 3:45
9. Bardamù (incluso Polka di Warsava) – 6:13
10. Gymnastika (in originale Утреняня Гимнастика di Vladimir Visotzky) – 2:21
11. I pagliacci – 4:43
12. Canzone a manovella – 4:16
13. All'una e trentacinque circa – 8:02
14. Sante Nicola – 4:41
15. Il Gigante e il Mago (reprise) – 3:05

### DVD
1. Step right up (titoli di testa)
2. Il Gigante e il Mago
3. Le cento città (poesia di Vincenzo "Cinaski" Costantino)
4. In clandestinità
5. Parla piano
6. Una giornata perfetta
7. Il paradiso dei calzini
8. Orfani ora
9. Vetri appannati d'America
10. Dall'altra parte della sera
11. La faccia della terra
12. Non c'è disaccordo nel cielo
13. Intermezzo Burlesque
14. Bardamù (incluso Polka di Warsava)
15. Gymnastika
16. Marajà
17. I pagliacci
18. Medusa cha cha cha
19. Canzone a manovella
20. Che coss'è l'amor
21. The Human Piñata
22. L'Uomo Vivo (inno alla gioia)
23. Al colosseo
24. Brucia Troia
25. In gabbia
26. Saloon piano
27. Sante Nicola
28. All'una e trentacinque circa
29. Il Gigante e il Mago (reprise)
30. Titoli di coda

## Curiosità
- Nel booklet allegato si cita quella che sarà la raccolta di canzoni dell'anno dopo, The story-faced man[3].